# Kostel svatého Mikuláše (Cornești)
Kostel svatého Mikuláše je dřevěný kostel v Cornești, obci Călinești, v župě Maramureš. Je jedním z nejstarších a nejvýznamnějších kostelů v historickém regionu Maramureš a Sedmihradsko. Struktura dřeva kostela je datována do roku 1615 a závěr kněžiště je o sto let starší. Vnitřní prostor si zachovává charakter obyčejného kostela, na vnější straně je kostel ukončen dvojstupňovou střechou, což je charakteristický rys dřevěných maramurešských kostelů. Je zařazen v seznamu historických památek Ukrajiny pod kódem: MM-II-m-A-04551.

## Historie
Podle dendrochronologických průzkumů byl postaven v roce 1615, stromy byly smýceny v zimě mezi roky 1614–1615. Podle stejného výzkumu je závěr kněžiště (svatyně) o sto let starší, byl postaven v druhém desetiletí 16. století. Je to jedna z nejstarších pevně datovaných dřevěných částí, které se dochovaly v rumunských Karpatech. Podle rozdílů konstrukčních prvků kostela a svatyně vyplývá, že svatyně byla přenesena z jiného kostela. Dokonce trámy ve zdech jsou na vnější straně očíslovány, což dokládá demontáž a následný přesun. Podle tradice pravděpodobně z údolí Izei. Další dendrochronologické průzkumy dokládají opravu v roce 1670.
Interiér byl vymalován umělcem Toaderem Hodorem, jak nasvědčují fragmenty podpisu umělce: „... în luna lui iulie în 27 de zile și în ... și a ... zugrăvit zm[eritul] zugrav Hodor Toader din Vișeul de MijlocDumnezeu să-l pomenească.” Výmalba byla provedena začátkem 19. století.

## Popis
Kostel je orientovaná dřevěná stavba na půdorysu obdélníku s polygonálním závěrem kněžiště. Kostel je ukončen dvojstupňovou střechou. Nad západní síni je postavená zvonová věž má přesahující zvonové patro zakončené vysokou jehlanovou střechou se spodním zalomením. Štenýřová zvonice je postavena z dvanácti dřevěných sloupů.